# Sępolno Wielkie
Sępolno Wielkie (deutsch Groß Karzenburg, früher Groß Carzenburg, auch Groß Cartzenburg) ist ein  Dorf in der polnischen Woiwodschaft Westpommern und gehört zur Gmina Biały Bór (Baldenburg) im Powiat Szczecinecki (Neustettiner Kreis).

## Geographische Lage
Das Kirchdorf liegt in Hinterpommern, etwa 17 Kilometer westsüdwestlich von Miastko (Rummelsburg i. Pom.),  zwölf Kilometer ostsüdöstlich von Bobolice  (Bublitz) und sechs Kilometer nordnordwestlich von Biały Bór (Baldenburg).
Das Dorf befindet sich auf einem hohen Plateau des Pommerschen Landrückens und gerade auf der Wasserscheide zwischen Netze und Ostsee. Bei dem Dorf entspringt die Radüe, ein rechter Nebenfluss der Persante.

## Geschichte

Groß Karzenburg (Gr. Carzenburg), westsüdwestlich von Rummelsburg, auf einer Landkarte von 1915 (Bildecke links unten)

Groß Karzenburg (Gr. Karzenburg), westsüdwestlich von Rummelsburg und ostsüdöstlich von Bublitz, auf einer Landkarte von 1910

Die ältesten Besitzer von Groß Carzenburg nannten sich Ramel, Rahmel und Ramelow und waren 1488 vom Camminer Bischof Benedikt von Waldstein damit belehnt worden. 1565 saßen hier Pawell, Steffan und Simon Ramelenn, auch Ramell geschrieben. Später war Groß Carzenburg, nebst Mersin und Hölkewiese, ein Münchowsches Lehen. Um 1782 gehörten zu Groß Carzenburg ein Vorwerk, eine Kornmühle, ein Sägewerk, eine Ziegelei, beträchtliche Holzungen, Fischereirechte auf verschiedenen Seen und eine große Feldmark, die sich bis an die Stadt Baldenburg ausdehnte. Der Küstriner Regierungsdirektor Andreas Christoph von Münchow († 1758) hinterließ Groß Carzenburg  zusammen mit dem Gut Mersin seinen beiden Söhnen, die mit diesen Besitzungen jedoch in Konkurs gingen. Durch einen Rechtsspruch vom 20. September 1765 kam Groß Carzenburg für das höchste Gebot an den Geheimen Staatsminister Valentin von Massow, das Gut Mersin an den Major Bogislav Gabriel von Schweder.
Massows Witwe, Johanna Friederica, geb. Freiin von Krause, erhielt aus einem 1773 gestifteten königlichen Meliorationfonds 6300 Reichstaler zur Errichtung eines Vorwerks und Ansiedlung von vier Büdnerfamilien. Durch einen Vertrag vom 5. Februar 1779 verkaufte sie das Gut Groß Carzenburg mit Einwilligung ihrer Kinder erblich dem Hauptmann Franz Ludwig Wilhelm von Woedtke und dessen Gemahlin Maria Elisabeth, geborene von Lognay.
Die Familie Woedtke befand sich noch 1804 im Besitz des Guts, das zum damaligen Zeitpunkt etwa 14.000 Preußische Taler wert war. Von deren Sohn Franz Carl von Woedtke, der 1804 Lieutenant bei den Blücher-Husaren war, gelangte Groß Carzenburg 1817 durch Verkauf an Brasche und von diesem, ebenfalls durch Kauf, 1851 an August Hummel, seinerzeit Kreisrichter beim Kreisgericht zu Konitz, später Justizrat, 1862 Mitglied des Abgeordneten-Hauses für den Wahlbezirk Konitz-Schlochau. Im Jahr 1884 wird der Justizrat a. D. Hummel als Besitzer des Ritterguts Groß Carzenburg  mit Dampfbrennerei sowie Schaf- und Rindviehzüchtung genannt, der auch noch 1892 der Gutsbesitzer war.
Um die Wende vom 19. zum 20. Jahrhundert wurde die  Landgemeinde Groß Carzenburg in Groß Karzenburg umbenannt.
Am 1. Dezember 1913 wurden auf der 686 Hektar großen Gemarkungsfläche der Landgemeinde Groß Karzenburg 43 viehhaltende Haushaltungen gezählt und auf dem 2362 Hektar großen Gutsbezirk Groß Karzenburg 55 viehhaltende Haushaltungen. Der Viehbestand im Gutsbezirk allein betrug 99 Pferde, 271 Stück Rindvieh, 917 Schafe und 379 Stück Borstenvieh.
Am 1. April 1927 hatte der Gutsbezirk Groß Karzenburg eine Flächengröße von 2373 Hektar, und am 16. Juni 1925 hatte dieser Gutsbezirk 375 Einwohner. Zwischen 1928 und 1932 wurde der Gutsbezirk Groß Karzenburg in die Landgemeine Groß Karzenburg eingegliedert.
Anfang der 1930er Jahre hatte die Landgemeinde Groß Karzenburg eine Flächengröße von 30,6 km². Innerhalb der Gemeindegrenzen standen zusammen 105 bewohnte Wohnhäuser an sechs verschiedenen Wohnstätten:
1. Groß Karzenburg
2. Groß Karzenburger Mühle
3. Marienburg
4. Neuhof
5. Privatforsthaus Groß Karzenburg
6. Ziegelei

Am 1. Oktober 1932 wurde Groß Karzenburg zusammen mit dem Amtsbezirk Groß Karzenburg in den Kreis Rummelsburg eingegliedert. Um 1935 hatte Groß Karzenburg u. a. einen Gasthof, zwei Bankgeschäfte, eine Branntweinbrennerei, die von Harry Hummel betrieben wurde, drei Gemischtwarenläden, eine Mühle und eine Sattlerei. Im Jahr 1939 hatte die Landgemeinde 571 Einwohner.
Die Landgemeinde Groß Karzenburg gehörte im Jahr 1945 zum Landkreis Rummelsburg im Regierungsbezirk Köslin der preußischen Provinz Pommern des Deutschen Reichs und war Sitz des Amtsbezirks Groß Karzenburg. Das Standesamt befand sich in Groß Karzenburg.
Gegen Ende des Zweiten Weltkriegs wurde Groß Karzenburg Anfang März 1945 von der Roten Armee eingenommen. Anschließend wurde Groß Karzenburg zusammen mit ganz Hinterpommern von der Sowjetunion der Volksrepublik Polen zur Verwaltung überlassen.  Es begann danach allmählich die Zuwanderung von Polen. Die einheimische Bevölkerung wurde in der Folgezeit von der polnischen Administration vertrieben. Der Ortsname wurde zu „Sępolno Wielkie“ polonisiert.

## Kirchspiel bis 1945

Ehemalige evangelische Dorfkirche Groß Karzenburg
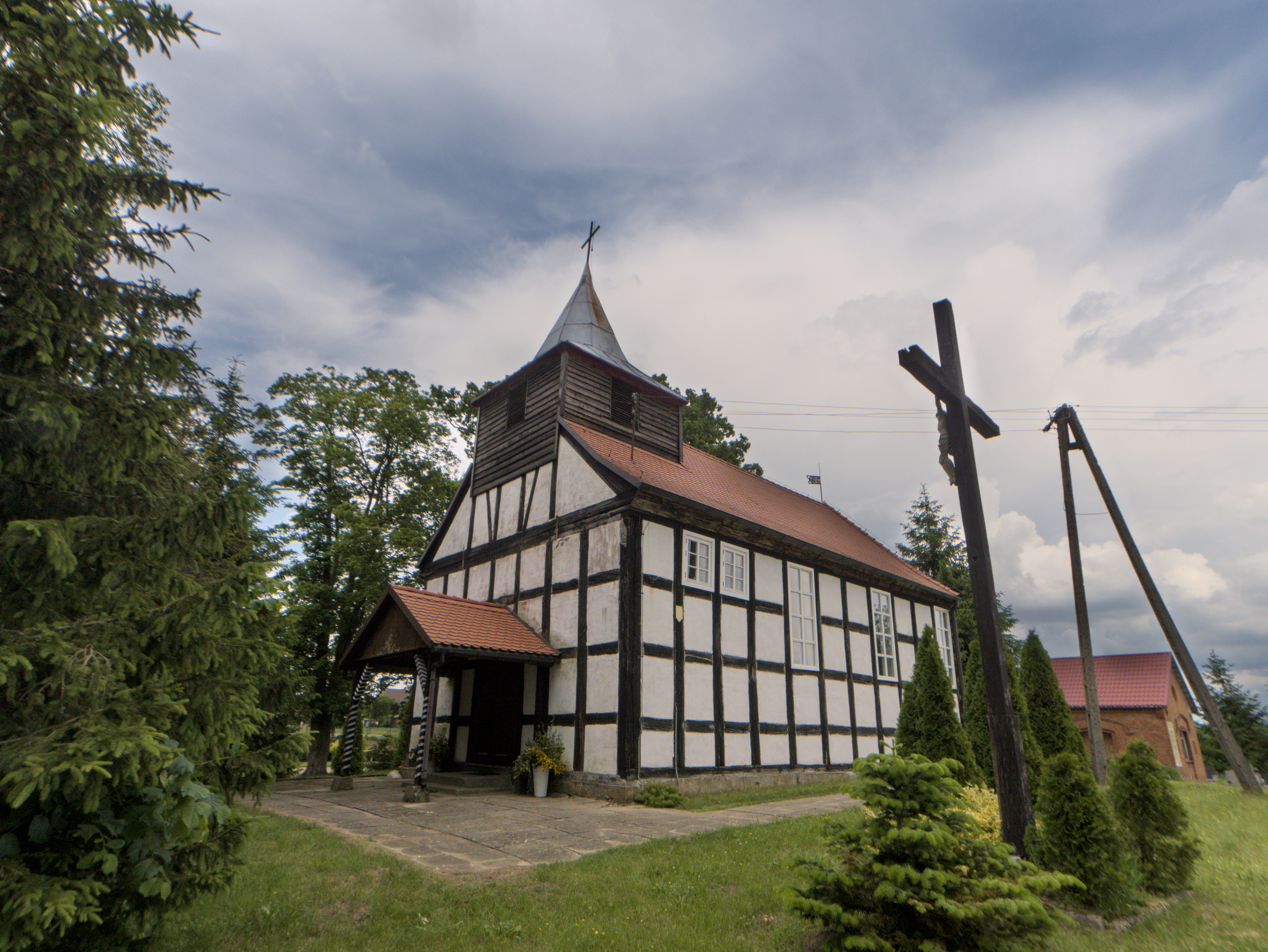
Eingangsseite mit Turm (2024)
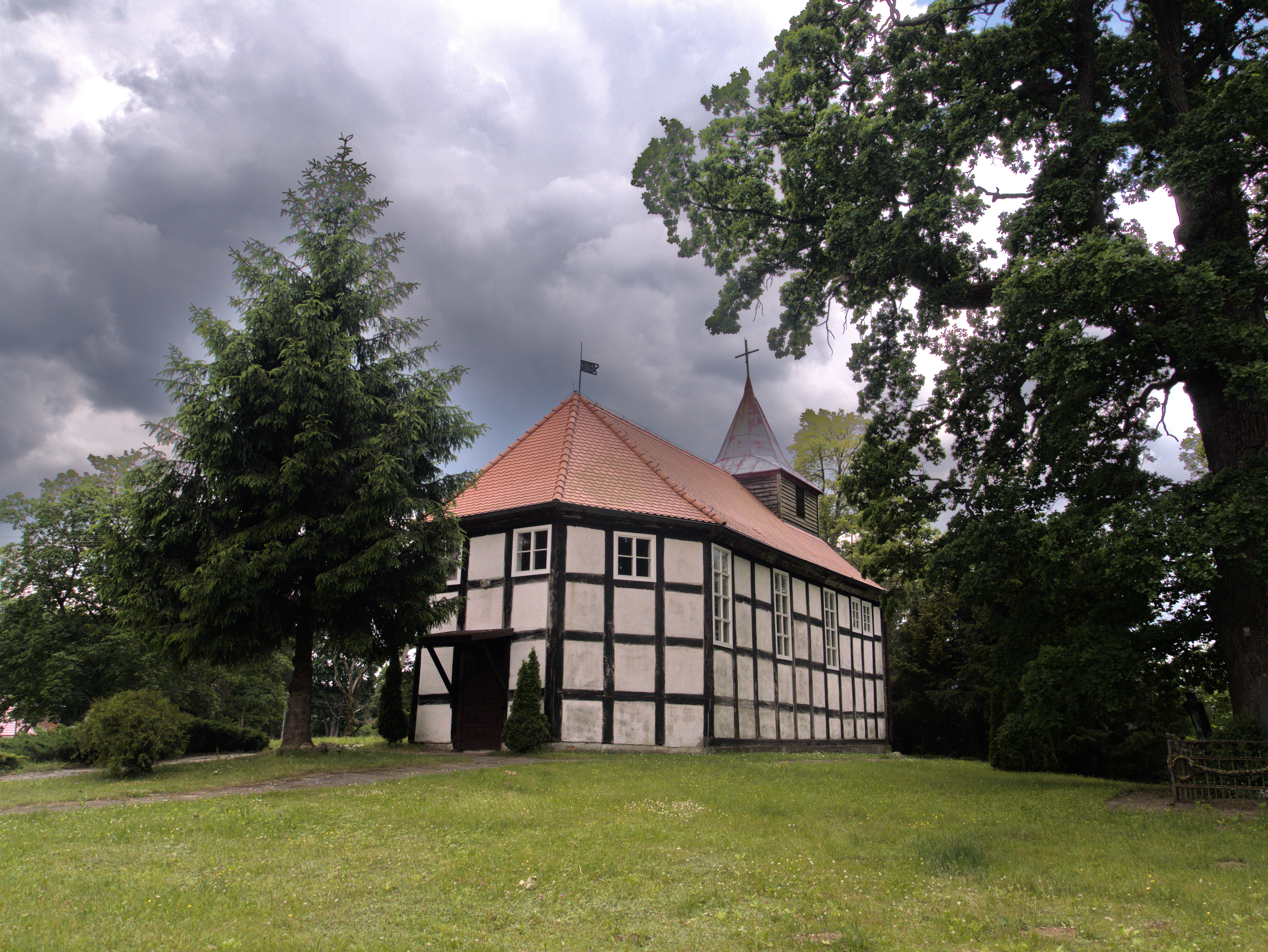
Chorseite (2024)
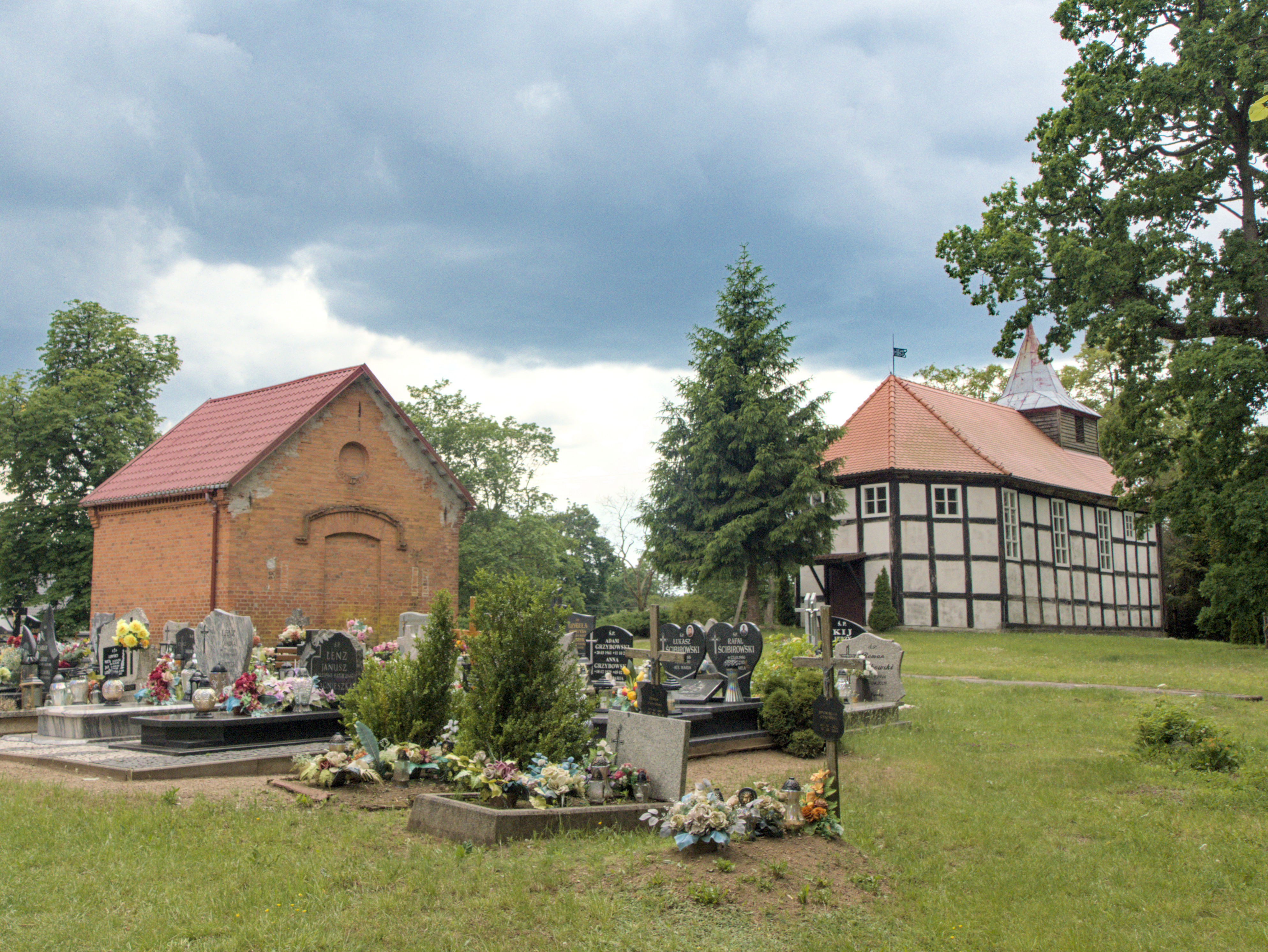
Friedhof (2024)

Die vor 1945 anwesende Dorfbevölkerung war mit wenigen Ausnahmen evangelischer Konfession. Die evangelischen Einwohner gehörten zum Kirchspiel Groß Karzenburg. Eingepfarrt war das Dorf Hölkewiese. Die Pfarrstelle zu Groß Karzenburg war im 19. Jahrhundert 26 Jahre lang verwaist. Während dieser Zeit wurde die Seelsorge vom Pfarrer in Groß Schwirsen wahrgenommen.  Der Bestand an Kirchenbüchern reichte bis 1710 zurück.
Das katholische Kirchspiel war in Pollnow, Kr. Schlawe i. Pom.
Nach 1945 wurde das Kirchengebäude zugunsten der Römisch-katholischen Kirche in Polen zwangsenteignet.

## Persönlichkeiten
- Witzke von Vorbeck (* um 1379), war Gutsherr auf Groß und Klein Schwirsen, Drawehn, Karzenburg, Klenzin und Plötzig, Polnischer Starost, Rat des Herzogs Bogislaw IX., vermählt mit Anna Osten aus Woldenburg[16]